# Шкода, Милан
Ми́лан Шко́да (чеш. Milan Škoda; 16 января 1986, Прага, Чехословакия) — чешский футболист, нападающий клуба «Млада-Болеслав» и сборной Чехии. Играл также на позиции центрального защитника.

## Карьера

### В клубах
Карьера Милана началась в молодёжной команде клуба «ЧАФЦ», после чего играл за «Прагис». Свою профессиональную карьеру Шкода начал в «Богемианс 1905», играл на правах аренды за «Млада-Болеслав», «Сокол Манетин» и «Славию». Когда ему было 19, за ним следили клубы из Италии, Голландии и Англии (к примеру, «Чарльтон Атлетик»). В то время, по мнению его тренера Павла Гофтыха, его удары были на уровне АПЛ, но ему часто требовался какой-то стимул для улучшения самого себя.
В переговорах что-то сорвалось, а в 2012 году Шкода был выкуплен вршовицким соперником «Богемианс 1905» — «Славией». Несмотря на неплохие результаты Милана, новый тренер Мирослав Коубек вернул на позицию центрального защитника, на которой он играл до 2007 года, что, по мнению некоторых экспертов, помогло Милану, так как он захотел во что бы то ни стало вернуть себе позицию первого нападающего, что стало причиной последующего расцвета Шкоды.
Перед началом сезона 2014/15 новый тренер Мирослав Беранек опять стал ставить Шкоду в атаку, и форвард расцвел. В первым трех турах Милан забил 4 мяча и стал игроком месяца. 19 декабря Шкода продлил контракт со «Славией» до 2017 года. До последнего тура Шкода боролся за право называться лучшим бомбардиром лиги с Давидом Лафатой — форвардом принципиального соперника «Славии» — «Спарты» — в итоге заняв с 19 забитыми мячами второе место.

### В сборной
В 2015 году Павел Врба впервые вызвал Шкоду в сборную, но тот выйдя на поле на 79-й минуте матча квалификации на чемпионат Европы 2016 против Исландии, не смог отвратить поражение 1:2. Во втором своем матче Шкода, выйдя на второй тайм, сделал «дубль» и принес чешской сборной победу над Казахстаном.

## Достижения

### Командные достижения
«Славия»
- Чемпион Чехии: 2016/17, 2018/19
- Обладатель Кубка Чехии: 2017/18

### Личные достижения
- Лучший нападающий чемпионата Чехии 2014/15[11]

## Статистика выступлений за сборную
| Матчи за сборную Чехии | Матчи за сборную Чехии | Матчи за сборную Чехии | Матчи за сборную Чехии | Матчи за сборную Чехии | Матчи за сборную Чехии    | Матчи за сборную Чехии |
| ---------------------- | ---------------------- | ---------------------- | ---------------------- | ---------------------- | ------------------------- | ---------------------- |
| №                      | Дата                   | Оппонент               | Счёт                   | Голы                   | Соревнование              |                        |
| 1                      | 12 июня 2015           | Исландия               | 1:2                    | -                      | Отборочный матч ЧЕ-2016   |                        |
| 2                      | 3 сентября 2015        | Казахстан              | 2:1                    | 2                      | Отборочный матч ЧЕ-2016   |                        |
| 3                      | 6 сентября 2015        | Латвия                 | 2:1                    | -                      | Отборочный матч ЧЕ-2016   |                        |
| 4                      | 10 октября 2015        | Турция                 | 0:2                    | -                      | Отборочный матч ЧЕ-2016   |                        |
| 5                      | 13 октября 2015        | Нидерланды             | 3:2                    | -                      | Отборочный матч ЧЕ-2016   |                        |
| 6                      | 13 ноября 2015         | Сербия                 | 4:1                    | -                      | Товарищеский матч         |                        |
| 7                      | 17 ноября 2015         | Польша                 | 1:3                    | -                      | Товарищеский матч         |                        |
| 8                      | 27 мая 2016            | Мальта                 | 6:0                    | 1                      | Товарищеский матч         |                        |
| 9                      | 5 июня 2016            | Республика Корея       | 1:2                    | -                      | Товарищеский матч         |                        |
| 10                     | 17 июня 2016           | Хорватия               | 2:2                    | 1                      | ЧЕ-2016. Групповая стадия |                        |
| 11                     | 21 июня 2016           | Турция                 | 0:2                    | -                      | ЧЕ-2016. Групповая стадия |                        |
| 12                     | 31 августа 2016        | Армения                | 3:0                    | -                      | Товарищеский матч         |                        |
| 13                     | 4 сентября 2016        | Северная Ирландия      | 0:0                    | -                      | Отборочный матч ЧМ-2018   |                        |
| 14                     | 11 октября 2016        | Азербайджан            | 0:0                    | -                      | Отборочный матч ЧМ-2018   |                        |
| 15                     | 15 ноября 2016         | Дания                  | 1:1                    | -                      | Товарищеский матч         |                        |
| 16                     | 22 марта 2017          | Литва                  | 3:0                    | -                      | Товарищеский матч         |                        |
| 17                     | 26 марта 2017          | Сан-Марино             | 6:0                    | -                      | Отборочный матч ЧМ-2018   |                        |
| 18                     | 5 июня 2017            | Бельгия                | 1:2                    | -                      | Товарищеский матч         |                        |
| 19                     | 22 марта 2019          | Англия                 | 0:5                    | -                      | Отборочный матч ЧЕ-2020   |                        |